# لودی (روم)
لودی (انگلیسی: Ludi) بازی‌هایی عمومی بودند که به نفع و سرگرمی مجلس سنا و مردم روم برگزار می‌شدند. لودی‌ها همراه با یا گاهی به‌عنوان ویژگی اصلی جشنواره‌های مذهبی رومی جشن دینی دین رومی و همچنین به عنوان بخشی از فرقه امپراتوری روم برگزار می‌شدند.